# Cessacionismo
Cessacionismo é a visão cristã na qual se formula que parte dos chamados dons do Espírito Santo, apesar de terem sido de fundamental utilidade e importância nos primórdios da igreja cristã, cessaram de existir ainda no período da Igreja Primitiva. Os cessacionistas podem ser divididos em vários "níveis". Alguns, mais radicais, não aceitam por exemplo o dom de curas na igreja moderna. Já outros, defendem a tese de que o dom de profecia cessou na boca de profetas humanos, sendo restrita à manifestação da profecia escrita na Bíblia Sagrada. É unânime entre os cessacionistas que o dom de línguas, nos moldes do falar em línguas (sejam línguas estranhas conhecidas — xenoglossia — ou indecifráveis — glossolalia), se encerrou nos tempos apostólicos. Entendem os cessacionistas que tais e restritos dons serviram a um propósito, a fundação da Igreja Primitiva, em momento que os apóstolos teriam que cumprir o ide sem possuírem qualificação de doutores ou mestres. Segundo eles, o encerramento do livro teria tornado desnecessária a existência dos dons milagrosos e de profecias. 
Por outro lado, propoentes, como John MacArthur, ressaltam que os cessacionistas creem plenamente em milagres, curas e todo o tipo de maravilhas e sinais, mas operados diretamente por Deus, na sua soberania, no seu tempo, de acordo com seu próprio desígnio e propósitos.
A visão cessacionista é bastante difundida entre teólogos reformados, fundamentalistas e bíblicos. Entre teólogos e pastores mais conhecidos, estão Richard Gaffin, John F. MacArthur e Daniel B. Wallace. No Brasil, Augustus Nicodemus está entre os cessacionistas.

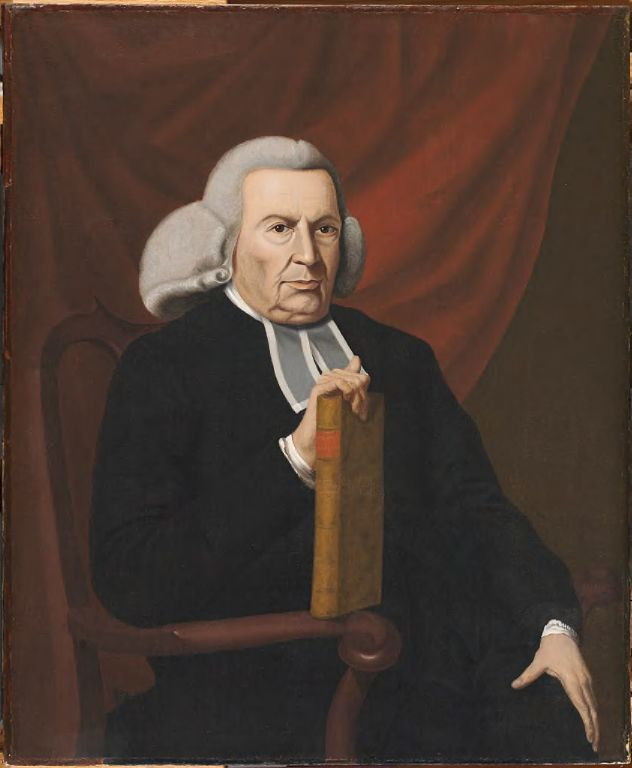
Charles Chauncy, um líder dos oponentes do primeiro grande despertar no protestantismo, descreveu as manifestações carismáticas como "fogo estrangeiro", um termo usado pelos cessacionistas modernos.

## Benjamin Breckinridge Warfield
Benjamin Warfield está entre os mais citados teólogos cessacionistas, em face de sua obra The Cessation of the Charismata, no livro Counterfeit Miracles (Milagres Falsificados). Nessa obra, Warfield foi um dos primeiros a fazer uma compilação do pensamento sobre o tema de diversos autores renomados, argumentando que alguns dos dons do Espírito Santo teriam se manifestado somente até o terceiro e quarto séculos, mas depois teriam cessado. Nesse sentido, Warfield separa os efetivos dons apostólicos transmitidos pela imposição de mãos, da crendice difundida pelos “romances pagãos que invadiram o império” — Incredible Tales of Beyond Thule (Antônio Diógenes), Babylonian Tales (Jâmblico), Efesio Stories (Xenofonte), Etiopiano de Heliodoro (romance de Aquiles Tácio e de Chariton) e Metamorfoses (Apuleio).  Escreve ele:

Quanto tempo permaneceu a continuidade deste estado de acontecimentos? Foi a peculiaridade de caracterizar especificamente a Igreja Apostólica, e, portanto, pertencia exclusivamente à era Apostólica - embora sem dúvida, este período pode variar com alguma liberdade. Estes dons não eram de propriedade dos cristãos primitivos, como tal, nem para assunto da Igreja Apostólica ou da era apostólica em si, pois eles distinguiam a autenticação dos Apóstolos. Faziam parte das credenciais dos Apóstolos como os agentes de autoridade de Deus na fundação da igreja. Sua função confirma assim, para eles, a distinção da Igreja Apostólica, e eles, necessariamente, findaram com ela. Disto podemos ter certeza no campo tanto de princípios e como de fatos, isto é, ambos sob a orientação do ensino do Novo Testamento quanto à sua origem e natureza, e sobre o crédito do testemunho de épocas posteriores, quanto à sua cessação. Mas não vou parar neste momento para apresentar a prova disso. Será suficientemente insinuado na crítica que eu proponho fazer
de algumas opiniões contrárias que têm sido corrente entre os estudiosos do assunto. Meu projeto é para estatuir e analisar os pontos de vista principais que têm sido realizadas favoráveis à continuação do carisma além da idade apostólica. No processo de análise será oferecido para registro tudo o que for necessário para nos convencer de que a posse do carisma limitou-se a era apostólica. 

Os Batistas Independentes atribuem a Warfield a introdução do liberalismo no Seminário Teológico de Princeton, bem como teria sofrido influência do racionalismo alemão, onde fizera a escolha por seguir por sua vida e  ministério. Por isso, é apontado por alguns como opositor natural do sobrenaturalismo na Igreja. Em contrafluxo a seu escrito, segundo presbiterianos, Warfield teria sido, em seu período, um dos grandes adversários do racionalismo e do antissobrenaturalismo. Warfield compreendia que os dons do espírito eram de posse dos Apóstolos. Defendia que a transmissão de poderes pela imposição de mãos, no período contemporâneo, não passava pelo crivo da análise da história, e nem passava pelo crivo da análise de autores renomados ao longo dos tempos.
B. B. Warfield apresenta com isso, que não só ele, mas autores da era pós-reforma, já defendiam que o carisma cessara junto com a Era Apostólica, mas que este ensino teria reduzido gradualmente, para outro ensino, principalmente na Inglaterra, que teria continuado por algum tempo após o período pós-apostólico, e depois efetivamente encerrado. Para isso, cita uma linguagem figurada de A. Tholuck:

Cristo não aparece como o sol em terras tropicais, que nasce sem uma madrugada e define sem crepúsculo, mas, como milênios de profecia o precederam, assim milagres o seguiram, e as forças que Ele primeiro despertou estavam ativos em maior ou menor medida, por um período subseqüente. Na enseada do terceiro século temos testemunhos credíveis da persistência das forças de milagroso que estavam ativos no primeiro século. 

Warfield conclui comentando essa figura poética para defender a continuidade dos dons até certo período: A mecânica concepção do milagre-trabalho de ambos, Cristo e seus seguidores se esconde por trás de tais figuras; Cristo libera forças que naturalmente requerem algum tempo para esgotarem suas energias. Com isso, Warfield estabelece em suas análises que o período mais comumente fixado para sua continuação é de três séculos, e a data da sua cessação, é normalmente dito que foi no período de Constantino. Warfield usa as obras de Conyers Middleton para citar autores que apoiavam esta posição, incluíndo o arcebispo John Tillotson, Nathaniel Marshall, Daniel Waterland, John Chapman, e William Whiston.
Já para William Whiston, a data da cessação dos dons seria por volta de 381 d.C., que segundo ele, marca o triunfo do atanasianismo e que seria como Ariano, portanto, afirma que marcaria também a vitória final do erro da igreja, com ists teria posto fim a tais manifestações. Citando o historiador Gerhard Uhlhorn, por meio do seu livro The Conflict of Christianity with Heathenism, registra: as testemunhas que estão acima de qualquer suspeita não deixam margem para dúvida de que os poderes miraculosos da era apostólica continuaram cessando até, pelo menos, no terceiro século.
Com isso, Warfield estabelece ser “muito plausível” que os milagres teriam sido dado com a finalidade de fundarem a Igreja, e que foram diminuindo gradativamente até que "a Igreja se tornou capaz de se suster com seus próprios pés". Citando a obra do Bispo John Kaye:

"[Justino] especifica o exercício de poderes miraculosos pelos cristãos. Ele diz, em termos gerais, que tais poderes subsistiam na igreja (Dial., p. 254 ff.) — que os cristãos eram dotados com o dom de profecia (Dial., p. 308 B, ver também p. 315 B) —  e em uma enumeração dos dons sobrenaturais conferidos aos cristãos, ele menciona a cura (Dial., p. 258 A) Vimos também, em capítulo anterior, que ele atribui aos cristãos o poder de exorcizar os demônios (cap. VIII). Mas ele não produz nenhuma instância específica de um exercício de poder milagroso, e, portanto, nenhuma oportunidade nos oferece de aplicar os testes pelo qual a credibilidade dos milagres devem ser julgados." E então o bispo acrescenta, por meio da incitação de nosso senso do significado destes fatos: "Se tivesse apenas sido geralmente declarada pelo Evangelistas que Cristo fez milagres, e não tivesse sido registrado milagres particulares, quão menos satisfatória teria parecido as narrativas do Evangelho! quão grandemente as suas provas em apoio de nossa missão divina do Salvador foi diminuída!" 

Warfield usa do mesmo método de análise às obras de Irineu de Lyon, que teria falado genericamente dos milagres, com a exceção de que acrescenta em suas narrativas o testemunho de duas novas classes de milagres, o de falar em línguas e de ressuscitar os mortos, o qual teria sugerido que fora testemunho. Contudo, procurando negar o testemunho de Irineu de Lyon por meio da subjetividade da narrativa e por não haver detalhamento dos fatos, usando para isso escritos de Teófilo, um contemporâneo de Irineu, onde sugere alguém desafiando Teófilo a apresentar quem tenha ressuscitado, e este teria se esquivado. Concluindo com esta esquiva que se Teófilo de desviou de uma resposta, é porque não viu, nem Irineu de Lyon, seu conterrâneo, teria visto. 
Warfield registra ainda que "Orígenes confessa ter sido testemunha ocular de muitos casos de exorcismo, cura e profecia, embora ele se recusou a registrar em detalhes para não despertar risos dos incrédulos (Cont. Cels., I, ii; III, xxiv; VII, iv, lxvii)" e que "Cipriano fala de dons de visões e exorcismos", para apontar que nenhum reclama para si tendo feito milagres, nem detalha os milagres, alegando novamente falta de detalhes nas narrativas. Warfield chega a usar comentários satíricos de Gibbon como fonte para ilustrar a questão de Teófilo, em que um nobre grego afirmara que se o Bispo de Antioquia apontasse um ressureto, esse nobre abraçaria a fé cristã. 
Evolui o pensamento de que Papias e Eusébio, quando escrevem, teriam em mente “não acontecimentos com contemporâneos, mas casos passados.” Warfild afirma: É muito claro que Eusébio não estava familiarizado com ressurreição dos mortos em seus dias, e também Papias não estava familiarizado com eles em seus dias”.

## Reformados
O reformado Misael Batista, na obra "Cristão Frutífero", resume em três categorias a posição das igrejas sobre dons espirituais:
- Cessacionismo — que afirma a cessação de alguns dos dons ainda na época da Igreja Primitiva.
- Carismático simplista — onde afirma que "os dons são confundidos com ofícios" e aponta como a "posição irrefletida" que "produz desequilíbrios" praticada na "maioria das igrejas pentecostais, neopentecostais e carismáticas".
- Contemporaneidade reformada — que é a posição defendida pela sua vertente presbiteriana. Nesse caso, se faz distinção entre "dons" e "ofícios". Afirma que há "dons que deixaram de existir" enquanto alguns outros dons "tiveram seu modo de funcionamento alterado".

Segundo John Stott, e.g., o dom de profecias, do ponto de vista reformado, seria o "falar com vistas à edificação da igreja", por isso, para os reformados, profecia seria "sinônimo de pregação", seria "a Palavra, pregada ou apresentada nos sacramentos".
Os profetas de outrora não eram munidos de estudos ou esboços, entanto, para a contemporaneidade reformada, "a origem da iluminação para a mensagem é a mesma", assim, o que era dito por inspiração do Espírito ao membro da Igreja Primitiva, agora é dada ao pregador da atualidade por várias horas de meditação e oração no esboço que ministrará à igreja. Por isso, para a "fé reformada, não há pregação legítima sem a iluminação e operação do Espírito Santo".
Entanto, a contemporaneidade reformada, que seria a visão moderada do cessacionismo, reflete a seguinte pergunta: "O dom de profecia citado no Novo Testamento é unicamente a pregação?" A resposta a essa questão é:

Existe quem entenda que quaisquer ocorrência ditas sobrenaturais são espúrias e destoantes da fé reformada. O termino de alguns ofícios, bem como a finalização do cânon, determinam o fim da era dos milagres. A afirmação reformada "Somente a Escritura" significa que, hoje, Deus não fala, absolutamente, por mais nenhum meio senão as palavras impressas na Bíblia Sagrada. 

Apesar dessa postura existir no meio reformado, Misael Batista, reflete e explica postura distinta, ainda que também de herança reformada:

Tal argumento parece ortodoxo, mas é notoriamente deísta. O deísmo é rejeitado pelo cristianismo bíblico.
(...)
Quem afirma categoricamente que nos dias atuais Deus não fala utilizando meios incomuns, tem de refletir melhor na plenipotência e soberania divinas, bem como nas implicações da profecia de Joel. 

São as mesmas impressões postas por Wayne Grudem, que reflete que Deus traria "de modo espontâneo à mente", na forma de "admoestações", textos bíblicos que se encaixem para determinada pessoa, quando na vivência cristã cotidiana .
Jack Deere, um carismático que outrora fora um ferrenho cessacionista, faz um apanhado de "profetas presbiterianos", descaraterizando a ideia de que todo defensor da teologia tradicional seria cessacionista, ou não creria na continuidade dos dons de profecia nos moldes descritos por pentecostais. Entre eles, Jack Deere cita Jorge Wishart (1513–1546), John Welsh (1570 –1622), o teólogo reformado, da Escócia, Robert Bruce (1554–1631), o partidário da reforma Alexander Peden (1626–1686), e um dos pais do presbiterianismo, John Knox.
Assim, mesmo discordando de Jack Deere, e apresentando a postura contemporânea reformada, eliminando o deísmo e aceitando a plenipotência divina, Misael Batista estende para "além da pregação formal, na forma de admoestação edificante, proveniente de impressões que Deus traz diretamente à mente da pessoa que tem o dom de profecia", e quando estende o conceito, indo além do "Somente a Escritura", cita Jack Deere, ainda que saliente discordar de sua "teologia e proposta metodológica".
Entanto, a posição oficial da Igreja Presbiteriana do Brasil, defensores da teologia tradicional, define que "cessou o ofício de profeta" com os apóstolos que lançaram os fundamentos da Igreja, não havendo "espaço para novas revelações ditas infalíveis", entanto, a "contemporaneidade dos sonhos, visões e admoestações" não estariam exclusas. Contudo, estaria exclusa a hipótese do profeta falar "na primeira pessoa do singular, tal como profetas do Antigo Testamento: 'Assim diz o Senhor'".

## Bases noSola Scriptura
- Encerramento do cânon bíblico — torna-se desnecessário portadores de revelações novas;
- A Bíblia tanto seria infalível, como plenamente suficiente — não necessitando profetas;
- Perfeição Bíblica —  não necessita de ajustes a Palavra Sagrada.

## Moderados
Alguns cessacionistas, de linha premilenarista, admitem um futuro retorno dos dons para o período da Grande Tribulação, descrito em Apocalipse. Assim, entre os moderados, podem-se inserir as várias vertentes, tanto os pretribulacionistas, os mesotribulacionistas, como os pós-tribulacionistas.
A diferença básica entre os cessacionistas radicais (ou fundamentalistas), é que o cessacionismo apenas dura entre o período apostólico e o início da Grande Tribulação. Assim, varia a visão dos moderados, pois se analisarmos algumas vertentes, esses defendem que a primeira metade da Grande Tribulação já se iniciou.

## Referênces
1. 1 2  MacArthur, John. "Strange Fire – Session One – John MacArthur". The Cripplegate. DISQUS.
2. ↑  Aleksandar Katanovic, "The End of Charismatic Gifts, publicado no website da Free Brethren House Churches of Christ, a group of Cessationist Christians.
3. ↑   Augustus Nicodemus Lopes; O culto espiritual: Um Estudo em 1 Coríntios Sobre Questões Atuais e Diretrizes Bíblicas para o Culto Cristão. São Paulo: Cultura Cristã, 1999, pág 174 e 177
4. 1 2 3   Misael Batista do Nascimento, Cristão Frutífero, 3ª Edição, Outubro de 2004, pág 49
5. ↑   B. B. Warfield, em The Cessation of the Charismata, no livro Counterfeit Miracles, 1918
6. ↑   Misael Batista do Nascimento, Cristão Frutífero, 2004, pág 55
7. ↑  Neste ponto Warfield está trazendo informações da obra de E. von DobschUtz “Der Roman in der Altchristlichen Literatur,” in the Deutsche Rundschau, vol. CXI, April, 1902, p. 88
8. ↑   in The Cessation of the Charismata, retirado do livro Counterfeit Miracles, 1918, de B. B. Warfield
9. ↑   Sementes do Modernismo – Tópico: 1ª Semente maligna: Criticismo Textual
10. ↑   citado na obra The Cessation of the Charismata, retirado do livro Counterfeit Miracles, 1918, de B. B. Warfield
11. ↑   B. B. Warfield, in The Cessation of the Charismata, no livro Counterfeit Miracles, 1918
12. ↑  Warfield, aqui, além de dizer que era a opinião preponderante entre os teólogos anglicanos, usa como referência o teólogo Conyers Middleton, Miscellaneous Works, London, 1755, vol. 1, p. xli. - "É que eles subsistiram durante os três primeiros séculos, e cessa no início do quarto, ou assim que o cristianismo veio a ser estabelecida pelo poder civil. Isso, eu digo, parece ser a noção mais prevalecente neste dia entre a generalidade dos protestantes, que acham que é razoável imaginar que os milagres devem então cessar, quando o fim deles foi obtida e a igreja não mais os quer, sendo entregues às adversidades, e seguros de sucesso, sob a proteção da maior potência da terra.
13. ↑  Conyers Middleton, Miscellaneous Works, London, 1755, vol. 1
14. ↑  Afirmações se sustentam na obra de Conyers Middleton, Miscellaneous Works, London, 1755, vol. 1
15. ↑  citado na obra The Cessation of the Charismata, retirado do livro Counterfeit Miracles, 1918, de B. B. Warfield
16. ↑  B. B. Warfield, in The Cessation of the Charismata, no livro Counterfeit Miracles, 1918
17. ↑   in The Cessation of the Charismata, retirado do livro Counterfeit Miracles, 1918, de B. B. Warfield
18. ↑  Warfiel usa comentários do livro The History of the Decline and Fall of the Roman Empire, chap. xv, § m, ed. Smith, 1887, vol. II, pp. 178 ff.
19. ↑   Warfield usa o ensaio de J. H. Bernard - in an essay on “The Miraculous in Early Christian Literature,” published in the volume called The Literature of the Second Century, by F. R. Wynne, J. H. Bernard, and S. Hemphill (New York, James Pott & Co., 1892, página não incluída – citação incluída na Nota 26: [Papias] “virtually implies that he himself never saw any such occurrence, his only knowledge of ‘miracles’ of this kind being derived from hearsay.”
20. ↑   John. R. W. Stott, Batismo e Plenitude do Espírito Santo. São Paulo: Vida Nova, 1993.
21. ↑   trecho citado por Misael Batista do Nascimento, Cristão Frutífero, 2004, pág 51
22. ↑   Misael Batista do Nascimento, Cristão Frutífero, 2004, pág 51
23. 1 2 3 4 5 6 7 8 9   Misael Batista do Nascimento, Cristão Frutífero, 2004, pág 54 a 59
24. ↑   , Wayne Grudem, Teologia Sistemática. São Paulo: Vida Nova, 2000, pág. 892
25. ↑   Jack Deere, Surpreendido com a Voz de Deus: Como Deus Fala Hoje por meio de Profecias, Sonhos e Visões. São Paulo: Vida, 1998, págs 61 a 89